# Капцегайтуй
Капцегайту́й (бур. Хабсагайта) — село в юго-восточной части Краснокаменского района Забайкальского края России. Расположен на реке Аргунь, на российско-китайской границе.
Население — 254 чел. (2021).

## Расположение
Село расположено на берегу реки Аргунь при впадении падей Капцегайтуй и Килтагор в 60 километрах от Краснокаменска.

## История
Село основано в XVIII веке казаками. В 1863 промышленник Филковский построил суконную фабрику, производившую из местной шерсти 12000 аршин в год 3 видов сукна. В 1886 году фабрика сгорела и не была восстановлена. В конце 20-х годов в селе создается коммуна, в 1930 году преобразованная в колхоз «Рассвет». В 1959 году происходит укрупнение хозяйства за счет присоединения колхоза «Приграничный» села Богдановка. В 1979 году колхоз становится совхозом «Капцегайтуйский». Сегодня в селе действует СХА «Капцегайтуй»
Название села произошло от бур. «хабсагай» — «утёс», «скала».

## Население
| 2002 | 2003 | 2010 | 2012 | 2013 | 2014 | 2015 |
| ---- | ---- | ---- | ---- | ---- | ---- | ---- |
| 800  | →800 | ↘467 | ↘460 | ↘451 | ↘433 | ↘426 |
| 2016 | 2017 | 2018 | 2019 | 2020 | 2021 |      |
| ↘408 | ↘390 | ↘367 | ↘347 | ↘339 | ↘254 |      |

## Достопримечательности
На окраине села сохранились остатки археологического памятника эпохи киданей — т. н. «Вал Чингисхана».

## Предприятия и культура
Сельскохозяйственная артель «Капцегайтуй», работающих 125 человек. В селе работают средняя школа, детский сад, сельский клуб, фельдшерско-акушерский пункт.